# Steve Hunter
Stephen John Hunter (Decatur (Illinois), 14 juni 1948) is een Amerikaanse blues- pop- en rockgitarist. Hij werkte samen met Lou Reed en Alice Cooper en kreeg de bijnaam "The Deacon". Hunter speelde voor het eerst met Mitch Ryder's Detroit en begon een lange samenwerking met producent Bob Ezrin, die zei dat Steve Hunter zoveel heeft bijgedragen aan de rockmuziek in het algemeen, dat hij echt de titel Guitar Hero verdient. Steve Hunter heeft enkele van de grootste riffs in de rockgeschiedenis gespeeld - die eerste knallende solo die klinkt in Aerosmith's Train Kept A Rollin'  en de akoestische intro op Peter Gabriel's Solsbury Hill. Hij schreef het intro-intermezzo op Lou Reeds liveversie van Sweet Jane op Reeds eerste gouden plaat (de Rock 'N' Roll Animal live set). Hunter heeft een illustere 40-jarige carrière achter de rug als sessiemuzikant, bandlid en als soloartiest.

## Biografie
Steve Hunter is geboren en getogen in Decatur, Illinois. Hij maakte voor het eerst kennis met muziek, toen hij als jong kind naar country- en westernmuziek luisterde op een Zenith-consoleradio en zijn vader gitaar speelde. Hij keek naar de Lawrence Welk-show op tv in het huis van zijn grootouders, waar hij Neil LeVang en Buddy Merrill zag. Zijn grootouders hadden een harmonium. Zijn vader pompte het orgel, terwijl Steve op zijn schoot zat en melodieën op het toetsenbord uitwerkte. Op 8-jarige leeftijd begon hij gitaarlessen te nemen op een lap steelgitaar. Hij zag en hoorde Jerry Byrd lap steel spelen en leerde wat er op het instrument kon worden gedaan. Hij schakelde uiteindelijk over op standaardgitaar en werd beïnvloed door de muziek van Chet Atkins, The Ventures en Duane Eddy.
Hunter bleef gitaar spelen tijdens de middelbare school, waar hij speelde in de band The Weejuns, die hun naam ontleenden aan de eeuwig populaire instappers van G.H. Bass & Co. Vervolgens sloot hij zich aan bij de rock- en soulband Light Brigade, die speelde in het Decatur-gebied. In 1967, tijdens de oorlog in Vietnam, werd Hunter opgeroepen voor het leger, opgeleid als röntgentechnicus en diende hij in een luchtevacuatieziekenhuis in Okinawa in Japan, waar Vietnam-gevechtsslachtoffers werden behandeld. Hij overwoog om dokter te worden, maar hij genoot zoveel van muziek dat hij wist dat hij een carrière in de muziek zou nastreven. Na het voltooien van zijn periode in het leger, keerde hij terug naar Decatur, waar hij een reputatie opbouwde als een uitstekende gitarist. Op een dag kreeg hij een telefoontje van zijn Decatur-vriend John 'Polar Bear' Sauter, die zijn leven veranderde.

### Samenwerking met Mitch Ryder
John Sauter belde Hunter om hem te vertellen dat hij met Mitch Ryder speelde in Detroit (Michigan) en dat Ryder auditie deed voor gitaristen. Hij stelde voor dat Hunter naar Detroit zou komen om het uit te proberen. Hunter pakte zijn gitaar en maakte de acht uur durende rit naar Detroit. Hunter maakte de cut en werd onderdeel van Mitch Ryders nieuwe band Detroit. Daar ontmoette Hunter producent Bob Ezrin en vormde met hem een langdurige beroepsvereniging. Detroit bracht een titelloos album uit bij Paramount Records. Ze scoorden een hit met een cover van Lou Reed's Rock & Roll. Reed was zo onder de indruk van Hunters arrangement en uitvoering van dat nummer, dat hij Hunter rekruteerde om zich bij zijn band aan te sluiten.

### Samenwerking met Alice Cooper
In de jaren 1970 verscheen hij op vijf albums van Alice Cooper, die allemaal werden geproduceerd door Ezrin. Zijn eerste opname met Cooper was in 1973 als sessiemuzikant op het voorlaatste en meest succesvolle album Billion Dollar Babies van de Alice Cooper Group. Toen Alice Cooper soloartiest werd, volgde Hunter hem en verscheen hij op het baanbrekende album en de liveshow Welcome to My Nightmare uit 1975 naast gitarist Dick Wagner, zoals te zien in de film Welcome to My Nightmare. Het werd in 1976 op homevideo uitgebracht en bevat de beroemde gitaar-face-off tussen Hunter en Wagner, die deel uitmaakte van Coopers liveshow in 1975. In 2010 werkte Hunter ook aan de basisnummers en solo's voor Coopers album Welcome 2 My Nightmare, waarmee Cooper in 2011 toerde tijdens de No More Mr. Nice Guy Tour. Steve maakte zijn negende Alice Cooper-publicatie met Paranormal, uitgebracht in 2017.

### Samenwerking met Lou Reed
Zijn eerste samenwerking met Lou Reed was voor het album Berlin. Hij speelde ook met Dick Wagner in de band, die werd opgenomen op Reeds live-albums Rock 'n' Roll Animal en Lou Reed Live, inclusief de Intro van Sweet Jane, die werd gecomponeerd door Hunter, die de solo speelt, tot Lou op het podium loopt. In 2006 presenteerden Reed en Hunter een nieuwe liveversie van Berlin, in 2008 uitgebracht als dvd en cd Berlin: Live at St. Ann's Warehouse.

### Samenwerking met Aerosmith
In 1974 speelde hij de (niet genoemde) solo in de eerste gedeelte van Aerosmith's Train Kept a Rollin van Get Your Wings. In een interview in februari 2015 in Detroit Rock N Roll Magazine vertelt Hunter, hoe het tot stand kwam dat hij die solo opnam: "Aerosmith was in Studio C van The Record Plant en ik werkte samen met Bob Ezrin in Studio A. Ik heb lang moeten wachten tussen dubs en wachtte in de lobby. Jack Douglas stak zijn hoofd uit Studio C en vroeg: Hé, heb je zin om te spelen? Ik zei zeker, dus ik pakte mijn gitaar en ging naar binnen. Ik had twee run-thru's, toen zei Jack 'geweldig, dat is het!' Dat bleken de openingssolo's op Train Kept A Rollin te zijn".

### Samenwerking met Jack Bruce, Peter Gabriel en andere artiesten
In 1974, kort na zijn werk met de band op de live Reed-albums, speelde Hunter gitaar op het soloalbum Out of the Storm van voormalig The Cream-bassist Jack Bruce. Hij speelde op Peter Gabriel's titelloze eerste soloalbum (1977) met de klassieke single Solsbury Hill, die eveneens door Ezrin werd geproduceerd. Hij speelde ook op tournee met Gabriel voor het Noord-Amerikaanse publiek en een paar shows in het Verenigd Koninkrijk in maart/april 1977, waarbij hij zijn gitaarwerk deelde met Robert Fripp. Andere artiesten waarmee Hunter heeft samengewerkt, zijn onder meer David Lee Roth (midden jaren 1990), Julian Lennon, Dr. John, Tracy Chapman en meer recentelijk Glen Campbell en 2Cellos. Het was tijdens het opnemen van Roths A Little Ain't Enough, dat Hunter Jason Becker ontmoette. Hunter en Becker zijn sindsdien de beste vrienden gebleven. Hij schreef Camelia, dat te horen is op de soundtrack van de film The Rose, met in de hoofdrol Bette Midler en trad op als onderdeel van de begeleidingsband. Bovendien verschijnt hij in de film Blame it on the Night, een film die mede is geschreven door Mick Jagger, die wordt gekenmerkt als een van de gitaristen in de band.

### Solowerk
Hunters eerste soloalbum, het veelgeprezen Swept Away uit 1977, werd geproduceerd door Bob Ezrin. Hunter koos ervoor om de toerband van Alice Cooper in 2012 te verlaten om zich te concentreren op soloprojecten. Zijn vijfde soloalbum The Manhattan Blues Project werd uitgebracht op 30 april 2013 en bevat bijdragen van Joe Satriani, Tony Levin, Johnny Depp, Joe Perry, Marty Friedman, Michael Lee Firkins, Phil Aaberg, 2Cellos en Tommy Henriksen met achtergrondzang, geleverd door Karen Ann Hunter. In september 2014 werd een dvd en soundtrack-cd met de titel Tone Poems Live uitgebracht, met Hunter, bassist Tony Levin, pianist Phil Aaberg en drummer Alvino Bennett. In 2017 bracht Steve het nieuwe soloalbum Before The Lights Go Out uit, waarvan de titel verwijst naar zijn zwakke gezichtsvermogen. Bij een mix van rock en blues had hij zijn vrienden Erik Scott, Andy Stoller en Joe Satriani te gast. Zijn vrouw Karen Hunter vertolkt de enige zang (op het laatste nummer) van het album, een cover van Happy Trails. Een nieuwe kans deed zich voor in 2019, toen Steve werd uitgenodigd om te scoren en te spelen op het audioboek Lovers In The Fog van filmregisseur Hamlet Sarkissian. Een soundtrack hiervan komt eind zomer van 2019 beschikbaar.

## Onderscheidingen
- In 2009 ontving Hunter een Emmy Award voor zijn bijdrage aan het Detroit Free Press Christ Child House multimediaproject.
- In juni 2015 werd Hunter opgenomen in de Michigan Rock and Roll Legends Hall of Fame.

## Privéleven
Hunter woont in Altea, Spanje, met zijn vrouw, de Cornish singer/songwriter Karen Ann Hunter. Hij lijdt aan pigmentair glaucoom, waardoor hij wettelijk blind is geworden.

## Toeren
- 1971: Mitch Ryder's Detroit
- 1972: Chambers Brothers
- 1973: Lou Reed - Rock and Roll Animal
- 1975: Alice Cooper - Welcome to my Nightmare Tour
- 1977: Peter Gabriel - 1st Solo World Tour
- 1977: Alice Cooper - King Of The Silver Screen (Lace And Whisky)
- 1979: Alice Cooper - Madhouse Rock Tour (From The Inside)
- 1982: MeatLoaf - MeatLoaf European Tour
- 1988-1989: Night of the Guitars - European Tour
- 1989: Little Bob (Frankrijk)
- 1997: Tracy Chapman, Lillith Fair - Telling Stories Tour 2000 Tour
- 1998: Tracy Chapman - Amnesty International
- 2005: Mitch Ryder - German Tour
- 2007-2008: Lou Reed - Berlin Live Tour
- 2011: Alice Cooper - No More Mr Nice Guy Tour

## Discografie
Solo
- 1977: Swept Away (Atco)
- 1989: The Deacon (IRS)
- 2008: Hymns for Guitar (Deacon Records)
- 2008: Short Stories
- 2013: The Manhattan Blues Project  (Deacon Records)
- 2014: Tone Poems Live  (Singular Recordings/Gokuhi)
- 2017: Before the Lights Go Out

Andere bijdragen
- 1971: Detroit (Mitch Ryder)
- 1973: Berlin (Lou Reed)
- 1973: Billion Dollar Babies (Alice Cooper)
- 1974:	Alice Cooper's Greatest Hits (Alice Cooper)
- 1974:	Rock 'n' Roll Animal (Lou Reed)
- 1974:	Out of the Storm (Jack Bruce)
- 1974:	Get Your Wings (Aerosmith)
- 1975: Ain't It Good to Have It All (Jim & Ginger)
- 1975:	Hollywood Be Thy Name 	(Dr. John)
- 1975: Lou Reed Live 	(Lou Reed)
- 1975: Welcome to My Nightmare (Alice Cooper)
- 1976: Alice Cooper Goes to Hell 	(Alice Cooper)
- 1976: Glass Heart (Allan Rich)
- 1977: Peter Gabriel (Peter Gabriel)
- 1977:	Lace and Whiskey (Alice Cooper)
- 1977: The Alice Cooper Show (Alice Cooper)
- 1977: The Band Milwaukee Made Famous (Bad Boy)
- 1978: Night Flight (Yvonne Elliman)
- 1980: The Rose (soundtrack) (Bette Midler)
- 1980: Don't Look Back (Natalie Cole)
- 1989: H Factor (with Pete Haycock and Derek Holt)[13]
- 1989: Night of the Guitar Live!
- 1990: Alive or Nothing (Little Bob)
- 1991: A Little Ain't Enough (David Lee Roth)
- 1991: Help Yourself (Julian Lennon)
- 1992: The Best of Flo & Eddie (Flo & Eddie)
- 1993: Fit For A King (Tribute to Albert King)
- 1993: Hats Off To Stevie Ray (L.A. Blues Authority Vol III) (Lenny)
- 1993: Dodgin' The Dirt (Leslie West)
- 1994: Your Filthy Little Mouth (David Lee Roth)
- 1996: Perspective (Jason Becker)
- 2000: Telling Stories (Tracy Chapman)
- 2002: Let It Rain (Tracy Chapman)
- 2007: À croire que c'était pour la vie (Henry Padovani)
- 2008: Berlin: Live at St. Ann's Warehouse (Lou Reed)
- 2008: Collection (Jason Becker)
- 2009: Lollapalooza Live (Lou Reed)
- 2010: Empty Spaces (Karen Ann Hunter) (Producer)
- 2011: Welcome 2 My Nightmare (Alice Cooper)
- 2011: Ghost on the Canvas (Glen Campbell)
- 2012: No More Mr Nice Guy: Live (Alice Cooper)
- 2013: In2ition (2Cellos) (Melody on the bonus track 'Every Breath You Take')
- 2015: Tommy! Tommy!! Tommy!!! (Tommy Henriksen)
- 2017: Paranormal (Alice Cooper) Holy Water Genuine American Girl You And All Of Your Friends
- 2018: Triumphant Hearts 'Jason Becker' (Valley of Fire)
- 2019: 'Lovers In The Fog' (Hamlet Sarkissian Audio Book)

- Gemeinsame Normdatei: 134413121
- International Standard Name Identifier: 0000 0001 1838 8881
- Library of Congress Control Number: n91114501
- MusicBrainz: 3d1aee55-e0c2-4f5e-b339-8252991fe9da
- Nationale Bibliotheek van Tsjechië: xx0145100
- Virtual International Authority File: 66675917
- WorldCat: E39PBJfCptKTpgTjg8VCWD9MT3